# Live on Two Legs
Live on Two Legs é o primeiro álbum ao vivo dos Pearl Jam, sendo gravado ao longo da tour de 1998, e foi lançado a 24 de Novembro de 1998 pela Epic Records.

## Faixas
Informações de várias fontes.
1. "Corduroy" (Dave Abbruzzese, Jeff Ament, Stone Gossard, Mike McCready, Eddie Vedder) – 5:05
  - 6/29/98, United Center], Chicago, Illinois
2. "Given to Fly" (McCready, Vedder) – 3:53
  - 8/18/98, Breslin Student Events Center, East Lansing, Michigan
3. "Hail, Hail" (Gossard, Vedder, Ament, McCready) – 3:43
  - 7/16/98, ARCO Arena, Sacramento, California, Califórnia
4. "Daughter"/"Rockin' in the Free World"/"W.M.A." (Abbruzzese, Ament, Gossard, McCready, Vedder)/(Neil Young) – 6:47
  - 9/19/98, Constitution Hall, Washington, D.C.
5. "Elderly Woman Behind the Counter in a Small Town" (Abbruzzese, Ament, Gossard, McCready, Vedder) – 3:49
  - 9/23/98, Coral Sky Amphitheatre, West Palm Beach, Flórida
6. "Untitled" (Vedder) – 2:02
  - 9/18/98, Merriweather Post Pavilion, Columbia, Maryland, Maryland
7. "MFC" (Vedder) – 2:28
  - 6/27/98, Alpine Valley Music Theatre, East Troy, Wisconsin
8. "Go" (Abbruzzese, Ament, Gossard, McCready, Vedder) – 2:41
  - 9 de Agosto de 1998, Continental Airlines Arena, East Rutherford, New Jersey
9. "Red Mosquito" (Ament, Gossard, Jack Irons, McCready, Vedder) – 4:02
  - 8/29/98, Blockbuster Music Entertainment Centre, Camden, New Jersey
10. "Even Flow" (Gossard, Vedder) – 5:17
  - Mixed por 8/25/98, Star Lake Amphitheatre, Pittsburgh, Pennsylvania e 8/31/98, Hardee's Walnut Creek Amphitheatre, Raleigh, Carolina do Norte
11. "Off He Goes" (Vedder) – 5:42
  - 7/14/98, The Forum, Inglewood, Califórnia
12. "Nothingman" (Vedder, Ament) – 4:38
  - 7 de Março de 1998, Sandstone Amphitheater, Bonner Springs, Kansas
13. "Do the Evolution" (Gossard, Vedder) – 3:45
  - 7/13/98, The Forum, Inglewood], Califórnia
14. "Better Man" (Vedder) – 4:06
  - 6/24/98, Rushmore Civic Center Arena, Rapid City, Dakota do Sul
15. "Black" (Vedder, Gossard) – 6:55
  - 9 de Julho de 1998, GTE Virginia Beach Amphitheater, Virginia Beach, Virginia
16. "Fuckin' Up" (Young) – 6:17
  - 9/15/98, Great Woods, Mansfield, Massachusetts

## Posições
Informações de várias fontes.